# 水魑の如き沈むもの
『水魑の如き沈むもの』（みづちのごときしずむもの）は、三津田信三による日本の推理小説・ホラー小説。刀城言耶シリーズの第5長編。
単行本は、2009年12月10日に原書房〈ミステリー・リーグ〉より書き下ろしで刊行された。文庫版は、2013年5月15日に講談社文庫より刊行された。装丁は、単行本がスタジオ・ギブ（川島進）、文庫版が坂野公一（welle design）による。装画は単行本・文庫版ともに村田修が手がけている。
2010年度第10回本格ミステリ大賞（小説部門）を受賞する。「本格ミステリ・ベスト10」2011年版（国内部門）3位、『ミステリが読みたい! 2011年版』（国内編）5位、『このミステリーがすごい!』（2011年、国内編）7位など、各種ミステリ・ランキングで上位にランクインしている。
小説家の光原百合は「擬音語や擬態語を駆使し、肌に迫ってくるような描写は本当に怖い」「不可能犯罪を扱った本格ミステリであり、怪異がうごめくホラー小説でもあり、自然の猛威を背景としたパニック小説の要素まで盛り込まれている」「水魑というパワフルな存在をモチーフにしているだけあって、ストーリーを推し進めるパワーがシリーズの中でも特に大きい」と評価している。

## あらすじ
1954年6月、刀城言耶は、23年前に執り行われた水魑様の増儀といわれる雨乞いの儀の最中に、神男を務めた辰男が沈深湖に潜ったまま行方不明になったこと、13年前に執り行われた水魑様の増儀の最中に、沈深湖で神男の龍一が屍体となって発見されたということ、さらにその水魑様の増儀が今年も執り行われることなどを、阿武隈川烏からきく。
言耶と偲は今回の儀式が執り行われる前日に、奈良県蛇迂郡の它邑町で世路と游魔に出迎えられ、同じ郡にある波美地方の五月夜村に入る。翌朝、水魑様の増儀を執り行うため、龍璽と龍三を先頭に総勢26人もの一行が、水使神社を出発し、深通川を遡りはじめる。一行が沈深湖に着く。龍璽らによる楽器の演奏と苅女の富子による舞いが始まる。しばらくして、船頭の悟郎が「神男が死んでいる」と叫ぶ。屋形船に乗りこんだ言耶は、下半身を船底の穴に入れて俯けに倒れたまま動かない龍三の姿を認める。
翌朝、言耶は世路から「龍吉朗が殺された」ときく。水内神社の拝殿にある祭壇の前に倒れている龍吉朗の背中には、水魑様の髭と思われるものが突き刺さっていた。言耶や世路らが事件について議論をしているさなか、辰卅が参道の途中で殺されている旨を游魔が伝えに来る。辰卅の背中には、水魑様の牙が突き刺さっていた。翌朝、言耶は游魔から、流虎が尻尾の先で腰の辺りを刺されたことをきく。そして、言耶が一連の事件について解釈を試みることになる。

## 登場人物

### 五月夜村の人々
水使 龍璽（みずし りゅうじ）
水使神社の宮司。
水使 汨子（みずし いつこ）
龍璽の妻。
水使 龍一（みずし りゅういち）
長男。
水使 龍三（みずし りゅうぞう）
次男。
水使 八重（やえ）
龍三の3番目の妻。
重蔵（しげぞう）
水使神社の使用人。
留子（とめこ）
水使家の女中頭。
宮木 左霧（くき さぎり）
水使家の養女。蒼龍郷（そうりゅうごう）の神々櫛（かがぐし）村で生まれた。
宮木 鶴子（くき つるこ）
長女。
宮木 小夜子（くき さよこ）
次女。
宮木 正一（くき しょういち）
長男。
青柳 富子（あおやぎ とみこ）
元庄屋の家系の娘。
清水 悟郎（しみず ごろう）
酒屋の婿養子。
久保（くぼ）
青年団の代表。
高嶋（たかしま）
村の医師。
坪束（つぼづか）
村の駐在巡査。

### 物種村の人々
水内 龍吉朗（みずうち たつきちろう）
水内神社の宮司。
水内 世路（みずうち せいじ）
四男。
水内 芥路（みずうち かいじ）
世路の長男。

### 佐保村の人々
水庭 流虎（すいば りゅうこ）
水庭神社の宮司。
水庭 游魔（すいば りゅうま）
養子。
甘木（あまぎ）
村の駐在巡査。

### 青田村の人々
水分 辰男（みくまり たつお）
水分神社の先代の宮司。
水分 辰卅（みくまり たつぞう）
長男。水分神社の現在の宮司。

### その他の人々
樽味 市郎（たるみ いちろう）
大阪の酒屋の長男。清水悟郎の兄。
刀城 言耶（とうじょう げんや）
作家。
祖父江 偲（そふえ しの）
怪想舎の編集者。
田巻（たまき）
怪想舎の編集部長。
阿武隈川 烏（あぶくまがわ からす）
民間の民俗学者。
刀城 牙升（とうじょう がじょう）
言耶の実父。

## 用語
波美（はみ）地方
奈良県蛇迂（だう）郡にある。五月夜（さよ）村、物種（ものだね）村、佐保（さほ）村、青田（あおた）村という4つの村があり、それぞれ水使（みずし）神社、水内（みずち）神社、水庭（すいば）神社、水分（みくまり）神社がある。
它邑（たおう）町
蛇迂郡にある町。
沈深湖（ちんしんこ）
二重山（ふたえやま）の中腹に位置する湖。深通川が流れ出ている。
深通（みつ）川
五月夜村、物種村、佐保村、青田村の4村を通る川。
水魑（みづち）
正体不明の神。4つの神社が祀っている。沈深湖にいるとされている。
水魑（みづち）様の儀
深通川の増水を鎮める減儀と、渇水を潤す増儀の2種類がある。
水魑様の神器
儀式を執り行う神社が祀る。角、髭（ひげ）、牙、鱗、骨、雷（いかづち）の7種がある。
一つ目蔵
水使家が所有する蔵。水使神社の南の端にある。
ボウモン
一説に水中に留まって膨張した者の意。化け物の1つ。
マーモウドン
成仏せずに惑う者の意。
神々櫛（かがぐし）村
蒼龍郷にある。憑き物筋の家系が代々にわたって続いている地。

## 備考
- 神々櫛村は、『厭魅の如き憑くもの』にも登場する。
- 蒼龍郷は『のぞきめ』にも登場する。